# Лес (пьеса)
«Лес» — комедия в пяти действиях русского драматурга Александра Островского 1870 года.
Прочитана автором 25 мая 1871 года на вечере в пользу Литературного фонда в зале Петербургского собрания художников. Первая публикация «Леса» — журнал «Отечественные записки», 1871, т. 194 , № 1.

## Действующие лица
- Раиса Павловна Гурмыжская, вдова, лет 50 с небольшим, очень богатая помещица, одевается скромно, почти в трауре, постоянно с рабочим ящиком на руке.
- Аксинья Даниловна (Аксюша), её дальняя родственница, бедная девушка лет 20, одета чисто, но бедно, немного лучше горничной.
- Геннадий Демьяныч Несчастливцев (Гурмыжский) (пеший путешественник).
- Аркадий Счастливцев (пеший путешественник)
- Иван Петров Восмибратов, купец, покупающий лес.
- Пётр Восьмибратов, его сын.
- Алексей Сергеевич Буланов, молодой человек, недоучившийся в гимназии.
- Евгений Аполлоныч Милонов, лет 45, гладко причёсан, одет изысканно, в розовом галстуке. (Богатый сосед Гурмыжской).
- Уар Кирилыч Бодаев, лет 60, отставной кавалерист, седой, гладко стриженный, с большими усами и бакенбардами, в черном сюртуке, наглухо застегнутом, с крестами и медалями по-солдатски, с костылем в руке, немного глух. (Богатый сосед Гурмыжской).
- Карп Савельич, лакей Гурмыжской.
- Улита, ключница.
- Теренька, мальчик Восмибратова.

## Постановки

### Первая постановка
- 1 ноября 1871 года — Александринский театр (бенефис Бурдина; Несчастливцев — Ф. А. Бурдин, Гурмыжская — М. М. Читау, Аксюша — E. П. Струйская, Милонов — П. П. Пронский, Бодаев — П. С. Степанов, Восмибратов — П. В. Васильев, Пётр — И. Ф. Горбунов, Буланов — Н. Ф. Сазонов, Счастливцев — П. И. Зубров, Улита — М. М. Александрова).

Петербургская премьера прошла неудачно. После первого представления Бурдин известил Островского, что «пьесу принимали очень хорошо», но отсутствие автора «много повредило постановке» («А. Н. Островский и Ф. А. Бурдин. Неизданные письма», М.-Пг. 1923, стр. 149—150). (См. «Лес», Островский А. Н.)
- 26 ноября 1871 года — Малый театр (бенефис С. П. Акимовой; Улита — Акимова, Гурмыжская — Н. М. Медведева, Аксюша — Г. Н. Федотова, Милонов — И. В. Самарин, Бодаев — В. И. Живокини, Восмибратов — П. М. Садовский, Пётр — Н. И. Музиль, Буланов — М. П. Садовский, Несчастливцев — Н. Е. Вильде, Счастливцев — С. В. Шумский).

С сезона 1891—92 и 1897—98 гг. «Лес» был показан 11 раз.

### Постановки XIX века
- 1871 — постановка в Тифлисе.
- 1871 — постановка в Самаре, антреприза Рассказова, в роли Несчастливцева М. И. Писарев.
- 1876 — в Панаевском театре, Петербург
- 1880 — Пушкинский театр в Москве, Несчастливцев — М. И. Писарев, Счастливцев — В. Н. Андреев-Бурлак.
- 1892 — Театр Корша.
- 8 сентября 1898 года — Новый театр, постановка А. П. Ленского. В сезоны 1898-99 и 1899—1900 гг. прошла 15 раз.
- 1898 — Малый театр. Пост. реж. А. П. Ленского.

Затем пьеса идет попеременно в Малом и в Новом театрах. До Октябрьской революции с 1898 года пьеса прошла 78 раз. Один из основных исполнителей роли Несчастливцева в Малом театре — актер К. Н. Рыбаков. Эта роль была посвящена его отцу — выдающемуся провинциальному артисту-трагику Н. Х. Рыбакову. В. А. Нелидов в книге «Театральная Москва. Сорок лет московских театров» (М., Материк, 2002) вспоминал в главе о Константине Рыбакове:

Несчастливцев, не надо забывать, списан с отца артиста, и когда в названном спектакле Рыбаков произнес слова «сам Николай Хрисанфыч Рыбаков подошел ко мне» и т. д. — теперь, как принято говорить, [зал] «задрожал от аплодисментов», а у артиста, не ожидавшего оваций, когда он заканчивал реплику, текли из глаз слезы. 
Сам Николай Хрисанфович Рыбаков играл Несчастливцева на провинциальных сценах: в 1872 году — в Народном театре на Политехнической выставке в Москве, в 1876-м — в Панаевском театре в Петербурге.
Среди исполнителей возобновлений «Леса» в Александринском театре — А. И. Абаринова, Н. С. Васильева, Е. Н. Жулёва (Гурмыжская), В. П. Далматов, М. И. Писарев, Уралов (Несчастливцев), В. Н. Давыдов (Милонов), К. Яковлев (Бодаев), К. А. Варламов (Карп), Давыдов, Ст. Яковлев (Восьмибратов), Б. А. Горин-Горяинов (Буланов), Шаповаленко (Счастливцев), Левкеева, Чижевская (Улита); 

в Малом театре — К. Н. Рыбаков, А. П. Ленский (Милонов), Ф. П. Горев (Бодаев), А. А. Остужев (Буланов), И. А. Правдин, М. П. Садовский (Счастливцев), Н. В. Рыкалова, О. О. Садовская (Улита).
Среди исполнителей ролей в постановках пьесы в крупнейших провинциальных городах: Бравич, Киселевский, Рахимов, Собольшиков-Самарин, Чарский, Абелян (на армянском языке), Садовский (украинский антрепренёр, не путать с московскими артистами Малого театра!) (на украинском языке) (Несчастливцев); Н. Н. Синельников, Певцов, Чужбинов, Яковлев-Востоков, П. Н. Орленев (Счастливцев).

### Постановки XX века
- 1918 — Госдрама (бывший Александринский театр), Гурмыжская — Н. Васильева, Аксюша — Усачёва, Несчастливцев — Я. О. Малютин, Счастливцев — Усачёв, Улита — Е. П. Корчагина-Александровская.
- 1921, 19 апреля — Малый театр. Режиссёр — А. А. Санин, художник — Д. Н. Кардовский; Гурмыжская — Е. К. Лешковская, Несчастливцев — М. С. Нароков, Счастливцев — Н. К. Яковлев, Улита — В. Н. Рыжова.
- 1924 — Театр им. Мейерхольда (в текстовом варианте Мейерхольда пьеса разбита на 33 эпизода), режиссёр Мейерхольд, художник В. Фёдоров. Гурмыжская — Е. А. Тяпкина, Твердынская, Аксюша — З. Н. Райх[2], Восмибратов — Б. Е. Захава, Пётр — Н. И. Боголюбов, Буланов — А. В. Кельберер, Несчастливцев — Мухин, Счастливцев — И. В. Ильинский, Улита — Ремезова.
- 1926 — Малый театр. Спектакль возобновлен И. С. Платоном. Худ. Д. Н. Кардовский.
- 1931 — Финский театр
- 1935 — Саратовский театр, Восмибратов — И. А. Слонов, Несчастливцев — Муратов, Счастливцев — Бросевич, Емельянов, Несмелов
- 1935 — Ереванский рабочий театр, реж. Л. А. Калантар
- 1936, 1948 — Ленинградский театр драмы им. Пушкина, режиссёры В. П. Кожич и А. Н. Даусон; Гурмыжская — В. А. Мичурина-Самойлова, Е. Т. Жихарева, Е. И. Тиме, Аксюша — Н. С. Рашевская, Г. К. Инютина, Восмибратов — В. В. Меркурьев, Петр — А. Ф. Борисов, К. С. Калинис, Буланов — Н. К. Черкасов, В. И. Янцат, Г. Г. Кульбуш, Несчастливцев — Ю. М. Юрьев, Я. О. Малютин, Ю. В. Толубеев, Счастливцев — Б. А. Горин-Горяйнов, В. И. Воронов, А. Ф. Борисов, Милонов — Г. И. Соловьёв, Бодаев — Г. Н. Осипенко, Улита — Е. П. Корчагина-Александровская, М. П. Домашёва, О. Я. Томилина.
- 1937, 17 января — Малый театр. Постановка Л. М. Прозоровского, режиссёр М. Ф. Ленин, художник А. М. Герасимов; Гурмыжская — А. А. Яблочкина, В. Н. Пашенная, Аксюша — В. А. Обухова, Бодаев — А. И. Зражевский, Н. Н. Шамин, Несчастливцев — П. М. Садовский, М. Ф. Ленин, М. С. Нароков, Счастливцев — Н. К. Яковлев, А. В. Васенин, И. В. Ильинский, Улита — В. Н. Рыжова, Е. Д. Турчанинова.
- 1937, 23 мая — Свердловский Драматический театр (Свердловский государственный академический театр драмы), режиссёр Л. М. Эльстон; Счастливцев — М. Борин, Несчастливцев — В. Ордынский, Улита — Н. Петипа.
- 1938, 1941 — Казанский театр, Несчастливцев — Григорьев, Счастливцев — Якушенко
- 1939 — Украинский театр им. Т. Г. Шевченко (Харьков), Несчастливцев — Антонович, Счастливцев — Крушельницкий
- 1940 — Смоленский театр
- 1940 — Украинский театр им. Октябрьской Революции (Одесса)
- 1945 — Тбилисский театр им. А. С. Грибоедова
- 1945 — Кировский театр
- 1946 — Читинский театр
- 1948 — МХАТ. Режиссёры: М. Н. Кедров, В. А. Орлов, В. О. Топорков. Художник В. В. Дмитриев; Гурмыжская — Ф. В. Шевченко, Аксюша — К. Н. Головко, Несчастливцев — В. Л. Ершов, Счастливцев — В. О. Топорков, Восмибратов — С. К. Блинников, Пётр — П. Г. Чернов, Буланов — А. М. Комиссаров, Милонов — Н. К. Свободин, Бодаев — А. И. Чебан, Карп — В. А. Попов, Улита — А. П. Зуева.
- 1951 — Симферопольский театр
- 1952 — Ереванский русский театр
- 1953 — Государственный русский драматический театр Латвийской ССР. В ролях: Гурмыжская — Леяскалне, Аксюша — Фреймане, Несчастливцев — Катлап, Счастливцев — Яунушан.
- 1957 — Чувашский театр
- 1962 — Куйбышевский театр
- 1974, 7 апреля — Малый театр. Постановка И. В. Ильинского, художник А. П. Васильев, композитор Г. С. Фрид; Гурмыжская — Т. А. Еремеева, Милонов — Н. И. Рыжов, Бодаев — В. П. Шарлахов, Карп — В. Головин, Восмибратов — Г. Д. Сергеев, Аксюша — Л. Пирогова, Улита — С. Н. Фадеева, Несчастливцев — Р. С. Филиппов, Счастливцев — И. В. Ильинский. Был снят телевизионный спектакль (1975).
- 1979 — Ленинградский театр комедии. Реж. П. Н. Фоменко.
- 1984 — Государственный театр юного зрителя Латвийской ССР. Реж. А. Я. Шапиро.
- 1988, под названием «Нужна трагическая актриса» — Московский театр «ОКОЛО дома Станиславского», реж. Ю. Н. Погребничко.
- 1992 — Театр на Малой Бронной. Реж. Л. К. Дуров, художник Н. Эпов.
- 1993 — МХАТ им. М. Горького. Реж. Т. В. Доронина (она же — Гурмыжская), художник В. Г. Серебровский; Милонов — Л. И. Губанов, Бодаев — Н. В. Пеньков, Карп — А. В. Семёнов, Улита — Г. И. Калиновская.
- 1998 — Малый театр. Реж. Ю. М. Соломин, художник Э. Г. Стенберг, композитор Г. Я. Гоберник; Гурмыжская — И. В. Муравьева, Геннадий Несчастливцев — А. Ю. Ермаков, Счастливцев — С. С. Еремеев.
- 1999 — БДТ. Реж. А. Я. Шапиро, художник Э. С. Кочергин, композитор Н. А. Морозов; Несчастливцев — С. С. Дрейден, Счастливцев — А. Ю. Толубеев
- 1999 — Театр на Литейном. Реж. Г. М. Козлов, сценограф А. Орлов; Гурмыжская — Т. Д. Ткач, Несчастливцев — А. Л. Баргман, Счастливцев — А. В. Девотченко.

### Постановки XXI века
- 2004, 23 декабря — МХТ им. А. П. Чехова. Реж. К. С. Серебренников, сценограф Н. И. Симонов. Буланов — Ю. А. Чурсин, Улита — Е. В. Добровольская, Я. Колесниченко, Гурмыжская — Н. М. Тенякова, Милонова — К. Головко, Г. М. Киндинова, Бодаева — Р. Максимова, Г. М. Киндинова, Несчастливцев — Д. Ю. Назаров, Счастливцев — А. Н. Леонтьев.
- 2014, 28 июня — Норильский Заполярный театр драмы им. Вл. Маяковского. Реж. А. В. Бабанова. Несчастливцев — С. Н. Ребрий, Счастливцев — Р. Лесик, Гурмыжская — Л. Ребрий, Милонов — Д. Чайников, Карп — А. Ксенюк, Улита — В. Бабаянц, Аксюша — А. Шимохина, Буланов — А. Носырев.
- 2016 — Драматический театр Восточного военного округа. Реж. Никита Бетехтин.
- 09.12.2022 — Севастопольский академический русский драматический театр имени А. В. Луначарского.
- 2023 — Московский академический театр имени Вл. Маяковского. Реж. Е. М. Перегудов, сценограф В. А. Арефьев. Буланов — Я. К. Леонов, Улита — Д. В. Повереннова, Гурмыжская — А. Б. Ардова, Аксюша — К. В. Насонова, Несчастливцев — В. А. Ковалёв, Счастливцев — С. А. Удовик, Карп — С. В. Рубеко, Восмибратов — В. Г. Ленский, Пётр — И. Е. Никулин, Теренька — О. А. Сапиро.

### Зарубежные постановки
- 1939 — Пражский театр
- 1940 — Берлинский театр
- 1947 — Театр «Ателье 212» (Белград)
- 1949 — Чешский сельский театр
- 1954 — Дрезденский театр
- 1955 — Реалистический театр (Прага), «Кооперативный театр» (Дания)
- 1957 — Народный театр (Никшич, Югославия)
- 1958 — Муниципальный театр (Бухарест)
- 1961 — Национальный театр (Осло)
- 1962 — Театр в Милане
- 1981 — Королевская шекспировская компания, The Other Place, Стратфорд-апон-Эйвон; реж. Адриан Нобл; Несчастливцев — Алан Ховард, Счастливцев — Ричард Пэско, Гурмыжская — Барбара Ли-Хант, Улита — Джанин Дувитски, Буланов — Аллан Хендрик.[3]
- 2000 — Shakespeare Theatre of New Jersey, реж. Бонни Дж. Монте (Monte)
- 2003 — Комеди Франсез, постановка П. Н. Фоменко. Несчастливцев — Мишель Виермо, Счастливцев — Дени Подалидес
- 2011 — Городской театр Хельсинки, Финляндия, постановка [Юрий Соломин, Виктор Древицкий]
- 2013 — Русский Драматический Театр «Ю», США, постановка Д. Хейфец
- 2017—2018 — Драматический театр «Адриана Будевска» (Бургас, Болгария)

## Экранизации
- 2014 — «Лес (La foret)», режиссёр Арно Деплешен.
- 1980 — «Лес», режиссёр В. Я. Мотыль. Фильм был выпущен на экраны только в 1987 году.
- 1953 — «Лес», телеверсия спектакля Ленинградского академического драматического театра имени Пушкина. Режиссёры-постановщики спектакля: Владимир Кожич, Антонин Даусон. Режиссёры телеверсии: Владимир Венгеров, Семён Тимошенко.